# Brus (gmina)
Brus (początkowo Bruss, także Brussa) – dawna gmina wiejska istniejąca do 1946 roku w woj. łódzkim. Siedzibą władz gminy była początkowo Łódź, a następnie Brus (obecnie część dzielnicy Polesie w Łodzi).

## 1867–1918
Za Królestwa Polskiego gmina Brus należała do powiatu łodzińskigo (łódzkiego) w guberni piotrkowskiej.
18 października 1906 z gminy Brus wyłączono część wsi Brus, część wsi Karolew, część wsi Rokicie Stare i część wsi Rokicie Nowe, włączając je do Łodzi.
18 sierpnia 1915 z gminy Brus wyłączono część wsi Rokicie Stare, część wsi Rokicie Nowe, część wsi Rokicie Wójtostwo oraz część 
folwarku Brus II i III, a obszar ten o ogólnej powierzchni 239,8068 ha włączono do Łodzi.

## 1919–1939
W okresie międzywojennym gmina Brus należała do powiatu łódzkiego w woj. łódzkim. 
24 lutego 1923 roku z gminy Bruss wyłączono osadę Ruda Pabianicka oraz miejscowości Nowe Rokicie i Chachuła i utworzono z nich miasto Ruda Pabianicka. W związku z tym, ludność gminy zmalała o 5127 (z 8168 do 3041) i obejmowała miejscowości: Bruss (wieś i folwark), Gadka Nowa (wieś), Gadka Stara (wieś), Nowy Józefów (wieś), Retkinia (wieś), Rokicie Stare (wieś), Rokicie-Wójtowstwo (wieś) i Smólsko (kolonia i folwark).
1 kwietnia 1927 roku siedzibę gminy Bruss przeniesiono z Łodzi do folwarku Brus; równocześnie do gminy Brus przyłączono część obszaru zniesionej gminy Rszew (Srebrną), a także część obszaru gminy Rąbień (Stare Złotno, Leonów, Dąbrowę, Hutę Jagodnicę, Nowe Złotno i Cygankę), natomiast część obszaru gminy Brus włączono do gminy Gospodarz (Gadkę Starą, Gadkę Nową i Rudę Las).
1 września 1933 gminę Brus podzielono na 9 gromad (sołectw).
- Bruss – wieś i folwark Bruss оraz remiza Kolejek Dojazdowych;
- Cyganka – kolonia Cyganka;
- Jagodnica – kolonia Huta Jagodnica i wieś Dąbrowa;
- Nowe Złotno – wieś, folwark Jagodnica Złotno i kolonia Jagodnica Złotno (A, B);
- Nowy Józefów – wieś Nowy Józefów oraz wieś i folwark Smulsko;
- Retkinia – wsie Retkinia-Brzózki, Retkinia-Zagrodniki, Retkinia-Piaski, Retkinia-Długa Kolonia, Retkinia-Działy i Retkinia-Mała Kolonia;
- Rokicie – wsie Rokicie Stare i Rokicie Wójtostwo;
- Srebrna – wieś i folwark Srebrna, wieś Srebrna Dąbrowa i wieś Srebrna-Smulsko;
- Stare Złotno – wsie Stare Złotno i Leonów.

Ponadto 15 marca 1937 gromadę Rokicie podzielono, tworząc z części wsi Rokicie Stare (graniczącej z gruntami miasta Łodzi do ulicy Obywatelskiej) nową gromadę o nazwie Rokicie Nowe (bez związku z wsią Nowe Rokicie, włączoną już w 1923 roku do miasta Ruda Pabianicka).

## 1939–1944
Po wybuchu II wojny światowej, gminę włączono do III Rzeszy. 1 stycznia 1940 Łodzi (odtąd Litzmannstadt) nadano uprawnienia miasta wydzielonego. Tego samego dnia Niemcy wcielili w granice miasta rozległe tereny przyległe, o powierzchni kilkakrotnie większej od dotychczasowej Łodzi (m.in. miasto Ruda Pabianicka, Brus, Radogoszcz, Łagiewniki, Nowosolną, Wiskitno, Chojny i inne).

## PRL
Po zajęciu Łodzi przez wojska sowieckie 19 stycznia 1945, rządy w Łodzi przejęła polska administracja. Ponieważ nowe władze państwowe nie uznały zmian
administracyjnych wprowadzonych przez okupanta niemieckiego, przywrócono granice miasta z sierpnia 1939. Doprowadziło to do paradoksalnej sytuacji, kiedy to miejscowości włączone przez Niemców w granice Łodzi odzyskały swój samodzielny byt, a co z kolei uniemożliwiało szybkie porządkowanie spraw miasta po wyzwoleniu spod okupacji niemieckiej.
Ponieważ już wcześniej, 10 września 1944, Łódź zaliczono do województw  miejskich wywarło to niewątpliwie duży wpływ na decyzję rządu o powrocie do miasta większości obszarów włączonych do Łodzi w 1940 podczas okupacji niemieckiej. I tak już po ponad roku, 13 lutego 1946, powrócono do zmian niemieckich, w związku z czym gmina Brus została ponownie zniesiona:
- większą część jej obszaru włączono do Łodzi[b]:
  - w całości gromady: Bruss, Cyganka, Nowe Złotno, Retkinia, Rokicie i Stare Złotno oraz wieś Smulsko z gromady Nowy Józefów oraz utworzoną w 1937 roku gromadę Rokicie Nowe;
- poza Łodzią pozostały zatem tylko:
  - w całości gromady Jagodnica i Srebrna oraz częściowo gromada Nowy Józefów (bez wsi Smulsko).

Niejasna jest kolejna przynależność administracyjna gromad nie włączonych do Łodzi w 1946 roku. W spisach powojennych w miejsce gromady Jagodnica figuruje gromada Dąbrowa w granicach gminy Rąbień, natomiast gromady Nowy Józefów i Srebrna już nie są podawane, choć pod względem geograficznym winny przypaść gminie Rąbień.
Natomiast te trzy gromady wymienione są jako przynależne do gminy Brus w związku z reorganizacją administracji wiejskiej jesienią 1954. Gromady Srebrna i Nowy Józefów włączono "wyłączono z gminy Brus" i włączono do Konstantynowa Łódzkiego, a gromadę Dąbrowa "wyłączono z gminy Brus" i włączono do nowo utworzonej gromady Rąbień. Jak podaje Czesław Gumkowski (str. 4), Zarząd Gminy Brus został "całkowicie zlikwidowany" już jesienią 1945, a jego czynności przekazano starostwom grodzkim południowo-łódzkiemu i północno-łódzkiemu. Zapis wzmiankujący gminę Brus w 1954 roku został zapewne podyktowany brakiem wydania odpowiedniego rozporządzenia które miałoby formalnie ją znieść w 1946 roku (mowa jest tylko o włączaniu jej obszarów do Łodzi). W przeciwieństwie do gmin Radogoszcz i Chojny, które do Łodzi wcielono w całości, częściowe pozostawienie obszaru gminy Brus (a także gminy Łagiewniki) poza miastem Łodzią bez jednoczesnego jej zniesienia, spowodowało skutki formalnoprawne osiem lat później.
1 stycznia 1973 gromada Dąbrowa (z Jagodnicą i Hutą Jagodnicą) znalazła się w gminie Aleksandrów Łódzki. 1 stycznia 1988 Dąbrowę (64 ha) włączono do Konstantynowa Łódzkiego, a Jagodnicę (134,04 ha) i Hutę Jagodnicę (103,00 ha) do Łodzi; ponadto do Łodzi włączono wchodzący od 1954 w skład Konstantynowa Łódzkiego Nowy Józefów (330 ha). Tak więc po 1988 roku prawie cały obszar dawnej gminy Brus znajduje się w granicach Łodzi, oprócz  Srebrnej i Dąbrowy, które przynależą do Konstantynowa Łódzkiego.